# Cidaria degenerata
Cidaria degenerata là một loài bướm đêm trong họ Geometridae.